# Willy Haegens
Willy Haegens (Beveren-Waas, 3 augustus 1953) is een Belgisch vastgoedondernemer.
Haegens richtte in 1976 het bedrijf Immosafe op, gespecialiseerd in de verkoop en verhuur van vastgoed. In 1989 werd hij ook zaakvoerder van Immosafe Invest cvba, gespecialiseerd in vastgoedpromotie. Daarnaast is Haegens ook zaakvoerder van Neptunus cvba en bv HDD Invest, bestuurder van vzw Fednet, rechter in handelszaken en lid kamer van beroep BIV. Hij is lid van de Gecoro van Berlare en voorzitter van de beroepscommissie en het onpartijdigheidscomite van BTV audit. Haegens is ook auteur van verschillende boeken over verkoop en bouwpromotie Willy Haegens is initiatiefnemer van Bis, het grootste Bouw en ImmoSalon van Vlaanderen met jaarlijks 80.000 bezoekers. Hij was ook initiatiefnemer voor de investeringsbeurs Realty.
In 1993 kreeg Haegens de Georges De Wandeleerprijs, een prijs uitgereikt door de makelaarsvakbond CIB, vanwege zijn inzet voor de vastgoedsector en voor de beroepsorganisatie. Sinds 2005 is Haegens tevens Ridder in de Leopoldsorde en sinds 2019 Officier in de Kroonorde. Anno 2019 zit Haegens als erevoorzitter in de Raad van Bestuur van het CIB Oost-Vlaanderen.
Haegens zit eveneens in de raad van het door hem in 2013 opgerichte Fexpro vzw. Fexpro is de federatie van experten en bouwpromotoren.
Immosafe werd een cvba en op 22/3/2011 overgenomen. (Zie staatsblad)
Immosafe cvba, waar Martial De Splenter zaakvoerder is, werd in 2013 veroordeeld tot het betalen van een boete in de zaak Sint-Amandsberg, vanwege het omzeilen van artikel 1 van de Wet Breyne. Deze wet beschermt kopers van een onroerend goed die met een bouwpromotor zaken doen, maar geldt niet voor kopers die met verschillende aannemers werken. In deze zaak hield Immosafe een klant voor dat Immosafe slechts een tussenpersoon was (en de Wet Breyne dus niet gold), terwijl het in werkelijkheid ging om een totaalbouwconcept, omdat alle aannemers en betrokkenen aan Immosafe gelieerd waren. De constructie kwam aan het licht na het faillissement van een van de aannemers. Het hoger beroep van Immosafe werd door de rechter afgewezen. In 2014 werd in het Vlaamse actualiteitenprogramma Panorama aangekaart dat Haegens ondanks deze veroordeling nog in functie was als lekenrechter bij het Beroepsinstituut van vastgoedmakelaars, en in die hoedanigheid tuchtsancties kon blijven uitspreken over andere makelaars.
In 2017 ontstond er brand in een kijkwoning van Immosafe in Overmere, waarbij ook een groot deel van de dossiers van Immosafe in vlammen opging. De kijkwoning bevond zich pal naast het huis van het gezin Haegens.
Haegens is getrouwd en heeft twee zoons.